# Allium elegans
Allium elegans là một loài thực vật có hoa trong họ Amaryllidaceae. Loài này được Drobow mô tả khoa học đầu tiên năm 1917.